# Begonia nelumbiifolia
Begonia nelumbiifolia o xocoyule es una especie de planta perenne perteneciente a la familia Begoniaceae. Es originaria de México del estado de Veracruz.

## Descripción
Hierba de 1 a 1,5 m de altura, dura más de un año y tiene camote. Las hojas son redondas y terminan en un pico, el color es verde brillante y con un soporte largo que sale desde el suelo. Las flores son blancas o rosa pálido y vistosas, están agrupadas en la parte terminal de un soporte, que también sale de la base. Los frutos tienen alas de color verde-rosa.

## Distribución y hábitat
Es originaria de México donde habita en climas cálidos y semicálidos entre los 100 y los 1700 metros, asociada al bosque tropical perennifolio.

## Propiedades
Esta planta se emplea, en el estado de Chiapas, para el tratamiento de las hinchazones; con tal fin las hojas se muelen con un poco de agua hasta formar una especie de masa que se aplica sobre la parte afectada, cubriéndola con un lienzo limpio, se cambia tres veces al día. En Puebla se utiliza contra el mal de boca, para esto el pedúnculo floral se macera con el fin de obtener la savia, misma que se aplica tres veces al día, hasta sanar. En el estado de Veracruz se emplea como antiinflamatorio en golpes.

## Taxonomía
Begonia nelumbiifolia fue descrita por Cham. & Schltdl. y publicado en Linnaea 5: 604. 1830.
Etimología
Begonia: nombre genérico, acuñado por Charles Plumier, un referente francés en botánica, honra a Michel Bégon, un gobernador de la excolonia francesa de Haití, y fue adoptado por Linneo.
nelumbiifolia: epíteto latino que significa "con hojas como Nelumbo".
sinonimia
- Begonia caudilimba C.DC.
- Begonia derycxiana Lem.
- Begonia hernandiifolia Klotzsch
- Begonia peltata Sessé & Moç.
- Gireoudia nelumbiifolia (Cham. & Schltdl.) Klotzsch	[4]

## Nombre común
- Xocoyule, pajte, begonia del monte, meón de montaña, sombrero;